# شالوا گادابادزه
شالوا گادابادزه (به ترکی آذربایجانی: Şalva Qadabadze) زاده ۳۰ مهٔ ۱۹۸۴ است. او کشتی گیر گرجی کشور آذربایجان است. از افتخارات وی می‌توان به کسب مدال برنز مسابقات قهرمانی کشتی جهان ۲۰۱۳ اشاره کرد. وی سابقه حضور در المپیک ۲۰۰۸ پکن و المپیک ۲۰۱۲ لندن در وزن ۸۴ و ۹۶ کیلوگرم را دارد.